# دوريت رابينيان
دوريت رابينيان (بالعبرية: דורית רביניאן) و(بالفارسية: دوریت ربینیان) ولدت في 25 سبتمبر 1972، هي كاتبة وكاتبة سيناريو إسرائيلية.
ولدت دوريت في كفار سابا وتعود أصولها وأسرتها بشكل خاص لليهود الفرس. اشتهرت بعدما اقتحمت عالم الكتابة حيث صدر لها ثلاث روايات كما صَدر لها عدد من الدوواين الشعرية والكتب القصيرة الخاصة بالأطفال وقد اشتغلت في وقت لاحق في مجال التلفزيون من خلال كتابة السيناريوهات.
أول رواية صدرت لها كانت تحت عنوان العرائس الفارسية وقد فازت بفضلها بجائزة محلية متوسطة الشهرة عام 1999. كانت صديقة مقربة من الفنان الفلسطيني حسن حوراني وقد كتبت له تأبين خاص به في جريدة الغارديان بعد وفاته في عام 2003. صدر لها عام 2014 رواية حياة الحدود والتي تحكي فيها عن قصة حب جمعت بين امرأة إسرائيلية ورجل فلسطيني. أثارت الرواية حينها الكثير من الجدل وهذا ما زاد في شهرتها لكنها وبالرغم من ذلك فقد نالت جائزة بيرنشتاين. في عام 2015 طلبت لجنة من المعلمين إضافة رواية حياة الحدود للمناهج الدراسية العبرية خاصة الطلاب المتخصصين في شعبة الأدب إلا أن وزارة التربية والتعليم وجدت أن الكتاب «غير لائق» فرفض إضافته؛ لكن وفي المقابل فقد نشرت ذي إيكونوميست مقالا لها تُؤكد فيه أن سبب منع الكتاب داخل المدارس الإسرائيلية هو «سبب سياسي» وذلك خشية من تزايد نسبة الزواج بين إسرائيليات وفلسطينيون. أكدت داليا فينيج العضوة في اللجنة التي رفضت إضافة الكتاب على أن قصة الرواية «يمكن أن تضر أكثر مما تنفع» خاصة في هذا الوقت إلا أنها أشارت إلى أن الكتاب غير محظور ويمكن إضافته العام المقبل. أدى قرار الوزارة إلى احتجاجات نضمها المعلمين ومديري المدارس والمعارضين السياسيين بما في ذلك إسحاق هرتزوغ. جدير بالذكر بأن مبيعات الكتاب قد ارتفعت في أعقاب ذلك.

## الكتب
| المُؤلَّف           | النوع      | سنة الإصدار | ردمك                    | ملاحظات                       |  |
| ---------------- | ---------- | ----------- | ----------------------- | ----------------------------- |  |
| نعم، نعم، نعم    | ديوان شعري | 1991        | (ردمك 978-965-411-0358) |                               |  |
| العرائس الفارسية | رواية      | 1995        | (ردمك 978-080-761-4303) | تُرجمت إلى الإنجليزية عام 1998 |  |
| حفلات الزفاف     | رواية      | 1999        | (ردمك 978-037-550-8110) | تُرجمت إلى الإنجليزية عام 2001 |  |
| وأين كنت؟        | رواية      | 2006        |                         |                               |  |
| حياة الحدود      | رواية      | 2014        | (ردمك 978-965-132-4581) | صدرت باللغة الإنجليزية        |  |

## روابط خارجية
- دوريت رابينيان على موقع IMDb (الإنجليزية)
- دوريت رابينيان على موقع ميوزك برينز (الإنجليزية)
- دوريت رابينيان على موقع ديسكوغز (الإنجليزية)